# Георги Шаранков
Георги Лазаров Шаранков е български шлагерен певец, изпълнител на народни песни, тенор.

## Биография
Роден е в Пазарджик през 1909 г. Учи в училище „Никифор Попконстантинов“ в родния си град. Първите изяви пред публика са на градските забави в клуба „Занаятчийски дом“ в Пазарджик, а след това в софийските ресторанти „Анани“, „Люлин“, „Здраве“. От 1932 г. пее в ресторант „Каменица“ в Пловдив с оркестъра на Димитър Одаджиев. По покана на Стефан Пенчев, директор на столичния театър „Одеон“, заминава за София. Негов музикален педагог е оперният певец Събчо Събев. През 1934 – 1936 г. гастролира с български и чуждестранни артисти на сцената на софийските театри „Одеон“ и „Свободен театър“. В репертоара му са шлагери, романси, канцонети, арии от Джакомо Пучини, Джузепе Верди и Винченцо Белини, както и народни песни. Утвърждава шлагерната песен на голяма сцена и създава авторитет на този музикален жанр. Записва над 100 грамофонни плочи за български и чуждестранни фирми. През 1936 г. с най-новите шлагери изнася самостоятелен концерт в Шубертовата зала в Берлин. Има подписан договор с Берлинската опера от 1937 г., но ранната смърт прекъсва творческата му кариера.
Личният му архив се съхранява във фонд 1319 в Държавен архив – Пазарджик. Той се състои от 110 архивни единици от периода 1909 – 1997 г.